# Parsęta
Il Parsęta (in tedesco: Persante) è un fiume della Polonia con una lunghezza di 139 chilometri.